# Împărăteasa Xiaokangzhang
-Împărăteasa Xiaokangzhang (Manchu: Hiyoošungga Nesuken Eldembuhe Hūwangheo; n. 1640 – d. 20 martie 1663, Beijing, Dinastia Qing) a fost soția Împăratului Shunzhi din Dinastia Qing. Titlul de împărăteasă i-a fost garantat postum, de către fiul ei atunci când a devenit Împăratul Kangxi în 1661.

## Biografie
Numele original al împărăteasei Xiaokangzhang a fost Tong (佟). Deși familia ei era de origine Chinezi Han, ei au trăit printre Jurchen timp de mai multe generații și au fost asimiliați în societatea Jurchen. Tatăl împărătesei Xiaokangzhang a fost Tong Tulai (佟圖賴; 1606–1658), un lider militar. Bunicul ei a fost Tong Yangzhen (佟養真; d. 1621). A avut doi frați - Tong Guogang (佟國綱; d. 1690) și Tong Guowei (佟國維; d. 1719). 
Lady Tunggiya a intrat la curtea Împăratului Shunzhi ca o consoartă obișnuită. Nu a primit niciodată nici un titlu în timpul domniei lui Shunzhi. În 1654 i-a născut împăratului un fiu, Xuanye. Când Shunzhi a murit în 1661, Xuanye a fost ales să fie succesor și a fost instalat pe tron ca Împăratul Kangxi. Lady Tunggiya a primit titlul de "Împărăteasa văduvă Cihe" (慈和皇太后).
Lady Tunggiya a murit la 20 martie 1663 în Orașul Interzis la vârsta de 23 de ani. S-a spus că moartea ei a fost cauzată de o boală necunoscută însă circumstanțele morții ei sunt suspecte.